# Подільська земля
Подільська земля — узагальнена назва подільського історико-етнографічного регіону у XIV–XVI ст. (лат. — Terra Podolia, пол. — Ziemia podolska) у офіційних документах або провінція ВКЛ.

Давній подільський прапор

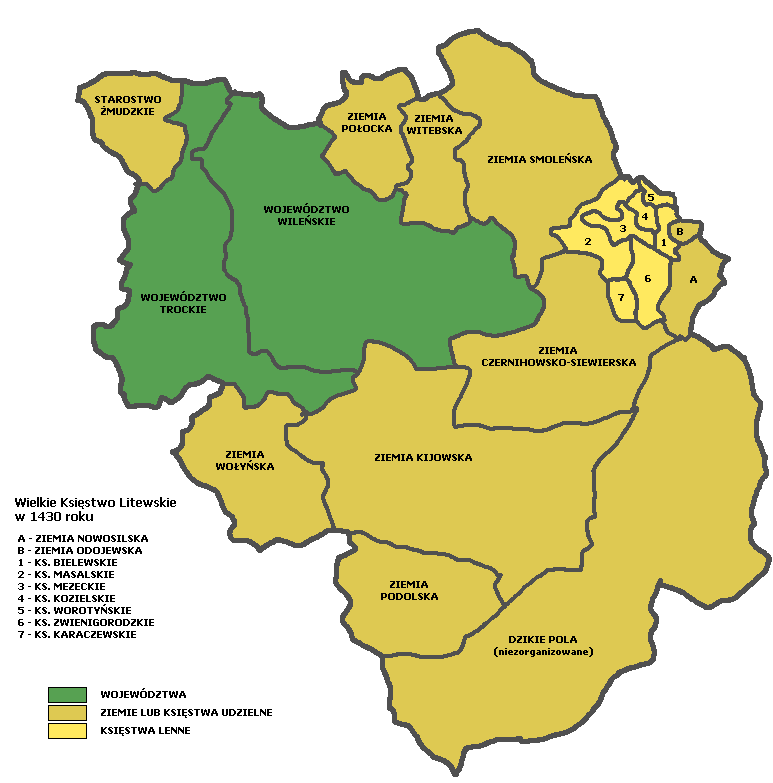
Поділля на мапі ВКЛ

Коругва: Сонце в білому полі оточене 12-ма зірками.
Від середини XIV ст. використовувалася на означення історичного Пониззя та Подільського князівства. Після поділу краю на Західне та Східне Поділля, та утворення у 1434 р. Подільського воєводства продовжувала функціонувати в офіційних документах Польського Королівства на означення новоствореної адміністративно-територіяльної одиниці.
Протягом XIV-XVI ст. до Подільської Землі помилково зараховується Теребовельський повіт Галицької землі Руського воєводства, що пов'язано з традиційним уявленням про цю територію як частину історичного Поділля, котра у 1395 р. була відібрана від Поділля і приєднана до Галицької землі Руського воєводства. Із середині XVI ст. паралельно набирає поширення офіційна назва Подільське воєводство.
Міста (замки):
- Кам'янець
- Скала
- Смотрич
- Бар
- Меджибіж
- Хмільник
- Брацлав
- Вінниця
- Звенигород
- Бережани
- Теребовля